# Kronblom
Kronblom er en svensk tegneserie som skabtes af Elov Persson i 1927. Siden 1968 videreføres serien af hans søn Gunnar Persson.
Serien Kronblom handler om en doven mand i 65-årsalderen, som helst vil ligge på sin sofa og slappe af. Dette påskønnes ikke af hans hustru Malin, og endnu mindre af svigermoderen. Kronblom gør hvad som helst for at slippe for at se sin svigermor. Når det gælder om at blive af med sin svigermor, er Kronblom ikke længere doven, men kan arbejde rigtigt hårdt, hvis han ved at han slipper for se hende.
Kronblom kan i dag læses i tegneseriebladet 91:an Karlsson og ugebladet Allers. Kronblom havde sit eget blad i 1997, men gik ind efter bare fire numre.
Kronblom kom på frimærke 1980.
1947 kom filmen "Kronblom" med Ludde Gentzel i titelrollen og Dagmar Ebbesen som Malin. Andre medvirkende var Sigge Fürst, Thor Modéen, Julia Caesar og en ung Martin Ljung.I 1949 kom opfølgeren Kronblom kommer till stan (med samme titelrolleindehaver).
Da Kronblom skabtes i 1927 var Elov Persson bosat i byen Bäckebro i udkanten af Gävle og den 16. juni 2004 fik pladsen foran hans barndomshjem navnet Kronblomsplan og udstyredes med en passende parkbænk. Kronblom står også som statue i Torsåker og Örebro.